# İdris Gümüşdere
İdris Gümüşdere (* 25. November 1976 in Deutschland) ist ein ehemaliger türkischer Fußballspieler.
Er wechselte in der Winterpause des Spieljahres 1995/96 vom Hamburger Oberligisten ASV Bergedorf 85 zu Gençlerbirliği Ankara. 1997 wurde er an den Zweitligisten Adanaspor ausgeliehen, mit dem er nach einer Niederlage nach Elfmeterschießen gegen Ankara Şekerspor nur knapp den Aufstieg verpasste. In der Saison 1997/98 wurde Gümüşdere bei einer Dopingkontrolle positiv auf Ephedrin getestet und für sechs Monate gesperrt. Danach kehrte er zu Gençlerbirliği zurück. 1999/00 wurde er an Turan Spor und Mobellaspor ausgeliehen. Anschließend spielte er wieder für Gençlerbirliği. 2003 hatte er ein kurzes Gastspiel bei dem chinesischen Club Changchun Yatai und kehrte dann zurück in die Türkei zum Zweitligisten Kocaelispor. In der Saison 2004/05 stand er beim Berliner AK 07 unter Vertrag.
Gümüşdere wurde 1996 in die türkische U-21-Nationalmannschaft und 1997 in die Olympiaauswahl berufen.